# Aloe brunneodentata
Aloe brunneodentata är en grästrädsväxtart som beskrevs av John Jacob Lavranos och Collen. Aloe brunneodentata ingår i släktet Aloe och familjen grästrädsväxter.
Artens utbredningsområde är Saudiarabien. Inga underarter finns listade i Catalogue of Life.